# Самиздат Б92
Самиздат Б92 је издавачка кућа у саставу Б92 основана 1993. године. Добила је име по начину дистрибуције дисидентског материјала у комунистичким земљама.